# Ozokerit

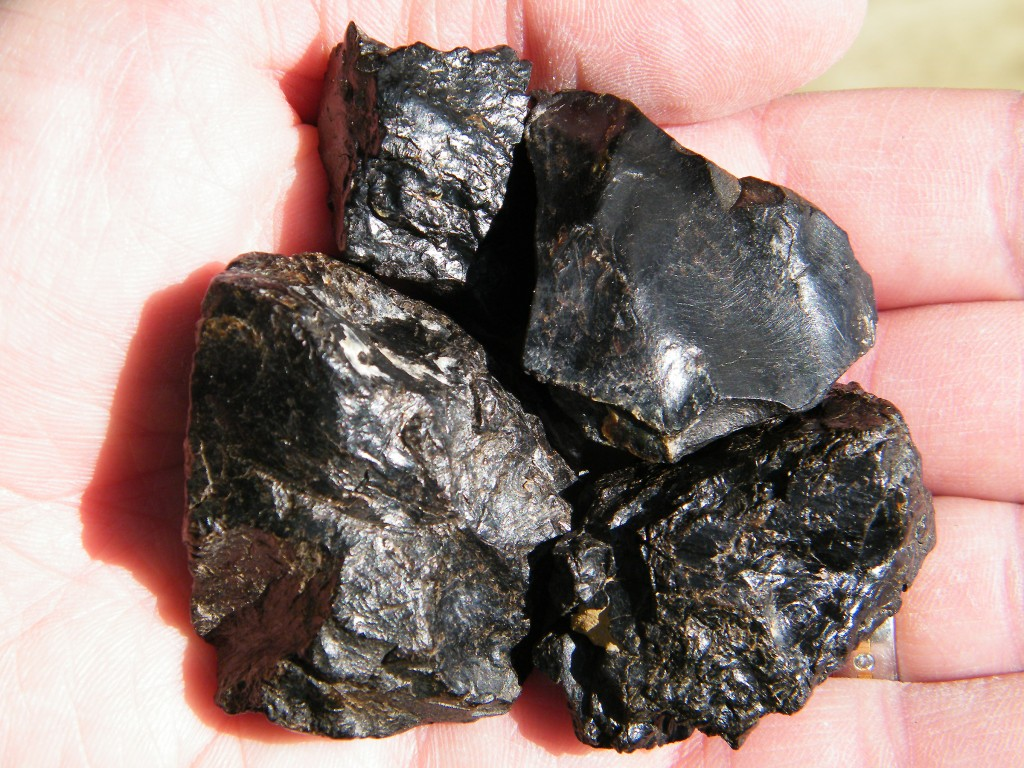
Ozokerit aus Colton, Utah County, USA (Glänzende Probe oben rechts ist 1,5 Zoll (entspricht 38,1 mm) breit)

Ozokerit (vom griechischen ozokēros, „duftendes Wachs“), auch als Erdwachs, Bergwachs oder Bergtalg bezeichnet, ist seiner chemischen Zusammensetzung nach ein uneinheitliches Gemenge verschiedener (aliphatischer und aromatischer) Kohlenwasserstoffe mit geringen Anteilen an Alkoholen, Estern, Porphyrinen und weiteren Spurensubstanzen. Häufig ist das gereinigte Ozokerit mit hohen Anteilen von Paraffinwachs verschnitten.

## Eigenschaften/Aussehen
Je nach Zusammensetzung ist die Farbe von Ozokerit hellgelb bis dunkelbraun. Es ist fettig schmierig bis wachsartig bröckelig
und hat einen muscheligen Bruch.

## Chemische Zusammensetzung
Ozokerit gehört zu den Mikrowachsen und besteht durchschnittlich aus 15 % Wasserstoff und 85 % Kohlenstoff.

## Physikalische Eigenschaften
Ozokerit zeichnet sich durch hohe Wärmekapazität und geringe Wärmeleitfähigkeit aus. Die Dichte variiert je nach Zusammensetzung zwischen etwa 0,94 bis 0,96 g/cm3. Die Schmelztemperatur variiert bei 58 bis 98 °C, sehr selten sind auch höhere Temperaturen möglich. 
Varianten von Ozokerit sind zum einen Kenderbal mit einem Schmelzpunkt von 58 bis 60 °C und zum anderen das sehr ähnliche, aber in der Konsistenz unterschiedliche Neftgil oder Kir aus Swätoi-Ostrow.

## Abbau und Sorten
Ab 1875 wurde Ozokerit aus oberflächennahen Erdschichten gewonnen
und in tieferen Schichten liegenden, zum Teil unter hohem Druck stehenden Flözen abgebaut. Größere Vorkommen liegen bei Boryslaw und Dzwieniasz in Ost-Galizien (heute in der Ukraine); weitere in Gaming in Niederösterreich, West-Galizien, Ungarn, Kroatien, in der Walachei und Moldau, bei Newcastle in England, Insel Swjatoi Ostrow (Aserbaidschan) sowie auch auf der Tscheleken-Halbinsel im Kaspischen Meer, in Turkmenistan (südlich Balkanabat), in Transkaukasien, Iran, Ägypten, Algerien, Kanada und Mexiko.
In Galizien erfolgt der Abbau von Ozokerit manuell und wird nur in einer der Minen (in einer Tiefe von 200 Metern und einer Breite von 225 Metern) für Transport und Lüftung durch mechanische Maschinen unterstützt. In Abbauprozessen, in denen herkömmliche Schächte benutzt werden, wird Ozokerit mit Hilfe von Bohrmaschinen gewonnen und danach von Hand sortiert. In seltenen Fällen, bei denen die Reinigung von Ozokerit nicht möglich ist, wird die Mischung in großen, extra angefertigten Kesseln erhitzt, bis das Ozokerit an die Oberfläche steigt und somit vom Gestein separiert wird. Für eine abschließende Reinigung wird das Ozokerit erneut erhitzt und in Kegelform gegossen, in der es auf den Markt kommt. Rohes, unbearbeitetes Ozokerit wird u. a. mit Schwefelsäure und abschließend mit Holzkohle gereinigt.
Die natürlichen Vorkommen von Ozokerit sind nahezu vollständig erschöpft.
Nach den Gewinnungsmethoden bezeichnete man seine Rohprodukte als Stufenwachs, Waschwachs, Klaubwachs und nach einer Reinigungsstufe als Schmelzwachs.
Im Handel unterschied man folgende Arten:
- Durch Raffination erhaltenes reines Ozokerit wird als Ceresin (auch Zeresin) bezeichnet. Diese Bezeichnung galt ursprünglich nur für das polnische (Vorkommen in der Karpatenregion) raffinierte Erdwachs.[7]
- Als Kenderbal bezeichnete man ein mit Öl und Erde vermischtes Produkt von schmieriger Konsistenz.[8]
- Lep ist ein Ton, der mit Ozokerit getränkt ist.[8]

## Verwendung
Ozokerit wurde bereits vor über 2000 Jahren im Tagebau gewonnen und war im östlichen Mittelmeerraum ein wertvolles Handelsgut. Neben der Einbalsamierung von Mumien wurde es auch als Heizmaterial und zur Herstellung von Kerzen und Fackeln verwendet. Daneben benutzte man es als Schmiermittel für Wagenräder und setzte es in Babylon sogar als Mörtel ein.
Neuzeitlich gab es für Ozokerit vielseitige Verwendungsbeispiele, wie die Wachskerzenproduktion, als Möbelpolitur, für Schuh- und Ledercreme, in der Schusterei, als Kabelwachs, zum Imprägnieren und in der Galvanoplastik, früher in großen Mengen zur Herstellung von Vaseline. Ozokerit ist weitgehend durch synthetische Erdölprodukte verdrängt worden, die teilweise immer noch unter dieser Bezeichnung gehandelt werden; in Ullmanns Enzyklopädie der Technischen Chemie wird Ozokerit ab der 5. Auflage (1985–1996) nicht mehr besprochen.
Zeitweilig wurde Ozokerit als Salben- und Cremegrundlage genutzt, auch für Lippenstifte und Pomaden.  In Kosmetikprodukten wird Ozokerit in der Liste der Inhaltsstoffe als OZOKERITE (INCI) aufgeführt.